# Diana Iakovleva
Diana Alekseevna Iakovleva (em russo: Диана Алексеевна Яковлева; Moscou, 13 de abril de 1988), também conhecida como Sokolova, é uma ex-esgrimista russa que conquistou a medalha de ouro dos Jogos Europeus de 2015.

## Biografia
Diana Iakovleva nasceu na cidade de Moscou, capital da então União Soviética, em 13 de abril de 1988. Começou a praticar esgrima aos dez anos e integrou a equipe sênior da Rússia em 2005.
Em 2009, participou da Universíada, em Belgrado, na Sérvia, onde ganhou a medalha de prata por equipes. Dois anos depois, sagrou-se campeã dos torneios individual e por equipes do europeu sub-23.
O ano de 2013 foi o mais vitorioso da carreira de Iakovleva. Conquistou, em junho, a medalha de prata no torneio individual do campeonato europeu, em Zagrebe, na Croácia, ao perder a final para a italiana Elisa Di Francisca. No mês seguinte, terminou a Universíada com o ouro por equipes e o bronze individual. Em agosto, integrou a equipe da Rússia no campeonato mundial, com a qual conquistou o bronze ao vencer a Coreia do Sul.
Em 2014, obteve os vices-campeonatos por equipes do europeu e mundial. Na duas ocasiões, as russas foram derrotadas pelas italianas. No ano seguinte, consagrou-se campeã dos Jogos Europeus.

## Palmarès
Jogos Europeus
| Ano  | Local | Evento              | Posição | Ref.   |
| ---- | ----- | ------------------- | ------- | ------ |
| 2015 | Bacu  | Florete por equipes | 1.ª     | [ 11 ] |

Campeonatos Mundiais
| Ano  | Local     | Evento              | Posição | Ref.   |
| ---- | --------- | ------------------- | ------- | ------ |
| 2013 | Budapeste | Florete por equipes | 3.ª     | [ 8 ]  |
| 2014 | Cazã      | Florete por equipes | 2.ª     | [ 10 ] |

Campeonatos Europeus
| Ano  | Local       | Evento              | Posição | Ref.  |
| ---- | ----------- | ------------------- | ------- | ----- |
| 2013 | Zagrebe     | Florete individual  | 2.ª     | [ 1 ] |
| 2014 | Estrasburgo | Florete por equipes | 2.ª     | [ 1 ] |

Universíada
| Ano  | Local    | Evento              | Posição | Ref.  |
| ---- | -------- | ------------------- | ------- | ----- |
| 2013 | Cazã     | Florete por equipes | 1.ª     | [ 6 ] |
| 2009 | Belgrado | Florete por equipes | 2.ª     | [ 2 ] |
| 2013 | Cazã     | Florete individual  | 3.ª     | [ 7 ] |